# Dixie megye
Dixie megye az Amerikai Egyesült Államokban, azon belül Florida államban található. Megyeszékhelye és legnagyobb városa Cross City. Lakosainak száma 16 759 fő (2020. április 1.). Dixie megye Taylor, Lafayette, Gilchrist és Levy megyékkel határos.

## Népesség
A megye népességének változása:
| Lakosok száma | 16 406 | 16 348 | 16 073 | 15 940 | 16 203 | 16 759 |
|               | 2010   | 2011   | 2012   | 2013   | 2015   | 2020   |